# Femogibbosus assi
Femogibbosus assi is een soort haakworm uit het geslacht Femogibbosus. De worm behoort tot de familie Cavisomidae. Femogibbosus assi werd in 1973 beschreven door Paruchin.